# Сандра Клеменшиц
Сандра Клеменшиц е бивша австрийска професионална тенисистка. Има една титла на двойки от WTA Tour (с Андрея Клепач) и 40 титли на двойки на ITF Circuit.

## Биография
Клеменшиц е родена на 13 ноември 1982 г. в Залцбург, Австрия.
Сандра Клеменшиц и нейната сестра близначка Даниела формират една от най-силните женски тениск двойки в Австрия до 2006 г. Двете изиграят в два мача за Фед Къп през 2005 г. и заедно печелят 23 турнира на ниво Международна тенис федерация (ITF). През август 2005 г. те достигат номер 95 в световната ранглиста на Женската тенис асоциация (WTA).
През януари 2007 г. двете сестри са диагностицирани с рядка форма на рак на корема, плоскоклетъчен карцином, което ги принуждава да преустановят състезателната си дейност. Даниела почива от рак на 9 април 2008 г. Сандра се завръща в турнира на двойки през юли 2008 г. и печели още титли на двойки на Международна тенис федерация, както и първата си титла на двойки на Женската тенис асоциация през юли 2013 г.
Клеменшиц прави най-добрия сезон в кариерата си през 2013 г. Партнирайки си с Ромина Опранди, тя стига до втория кръг на Уимбълдън, най-доброто ѝ участие в турнир от Големия шлем. След Уимбълдън Клеменшиц постига голям успех на европейския клей с редовния си партньор от същата година Андрея Клепач. Отборът стига до полуфиналите в Будапеща и седмицата след това печели първата си титла от WTA на турнира Гащайн Лейдис, в Бад Гащайн, Австрия.
Клеменшиц се оттегля от професионалния тенис през 2016 г.

## Победи в турнири

### Единично
| №  | Дата                | Турнир         | Категория и награден фонд | Настилка   | Противник на финала |
| -- | ------------------- | -------------- | ------------------------- | ---------- | ------------------- |
| 1. | 6 август 2000 г.    | Мароко         | ITF $10 000               | пясък      | Русия               |
| 2. | 8 октомври 2000 г.  | Египет         | ITF $10 000               | пясък      | Словакия            |
| 3. | 29 април 2001 г.    | Великобритания | ITF $10 000               | пясък      | Русия               |
| 4. | 21 октомври 2001 г. | Египет         | ITF $10 000               | пясък      | Русия               |
| 5. | 16 януари 2005 г.   | ОАЕ            | ITF $10 000               | твърд корт | Унгария             |

### Двойки: 3 (1 титла, 2 втори места)
| Резултат    | №  | Дата             | Турнир                          | Настилка   | Партньор          | Противници                        | резултат |
| ----------- | -- | ---------------- | ------------------------------- | ---------- | ----------------- | --------------------------------- | -------- |
| Второ място | 1. | 21 май 2005 г.   | Купа на Истанбул, Турция        | твърд корт | Даниела Клеменшиц | Марта Мареро Антонела Сера Санети | 4–6, 0–6 |
| Второ място | 2. | 24 април 2011 г. | Голямата награда на Фес, Мароко | глина      | Нина Братчикова   | Андреа Хлавачкова Рената Ворачова | 3–6, 4–6 |
| Победител   | 1. | 21 юли 2013 г.   | Гащайн Лейдис, Австрия          | глина      | Андрея Клепач     | Кристина Бароа Елени Данилиду     | 6–1, 6–4 |